# موزه مردمی شونگ یو

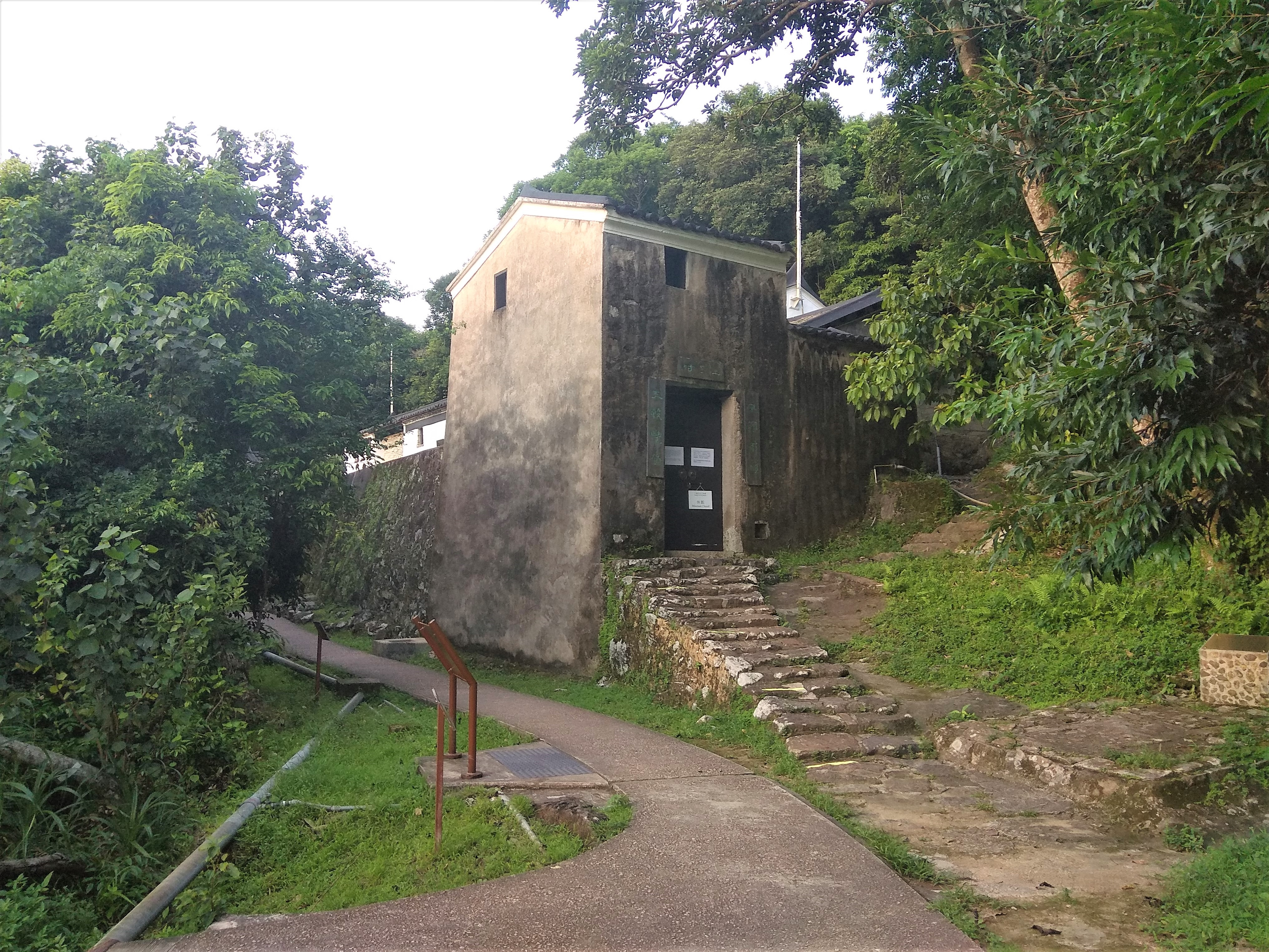
ورودی موزه مردمی شونگ یو.

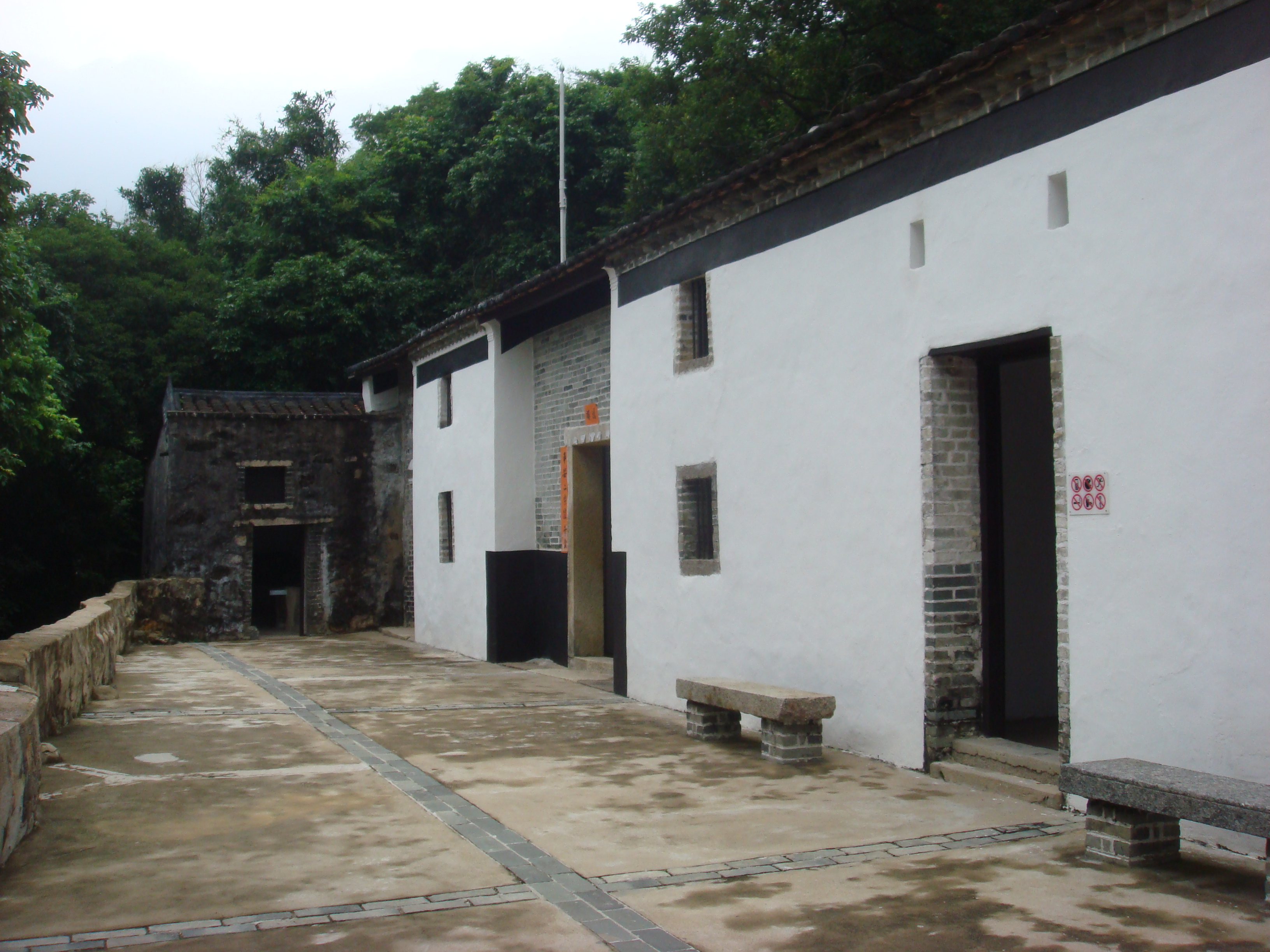
حیاط موزه مردمی شونگ یو

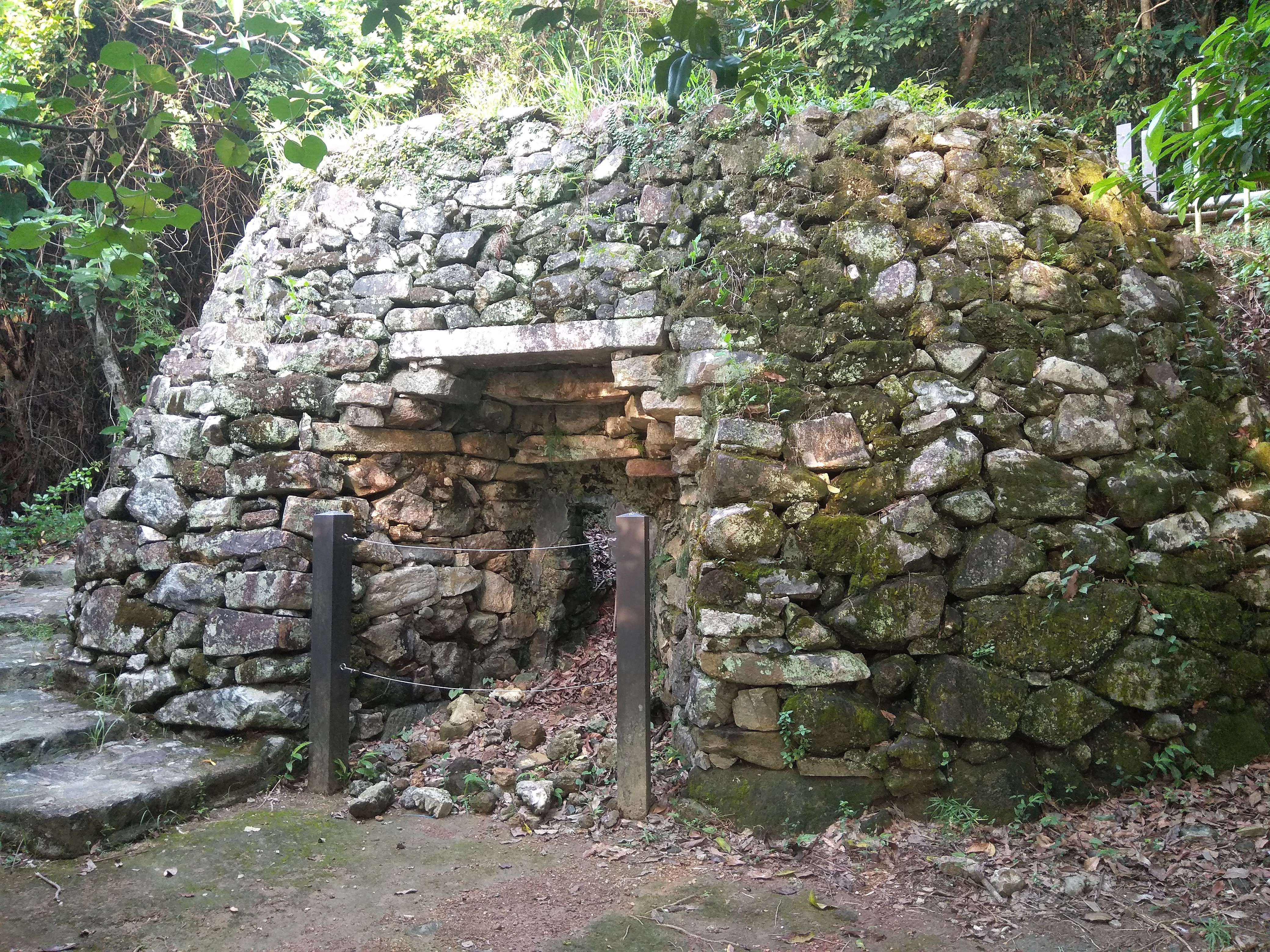
نمای جلوی کوره آهک سازی.

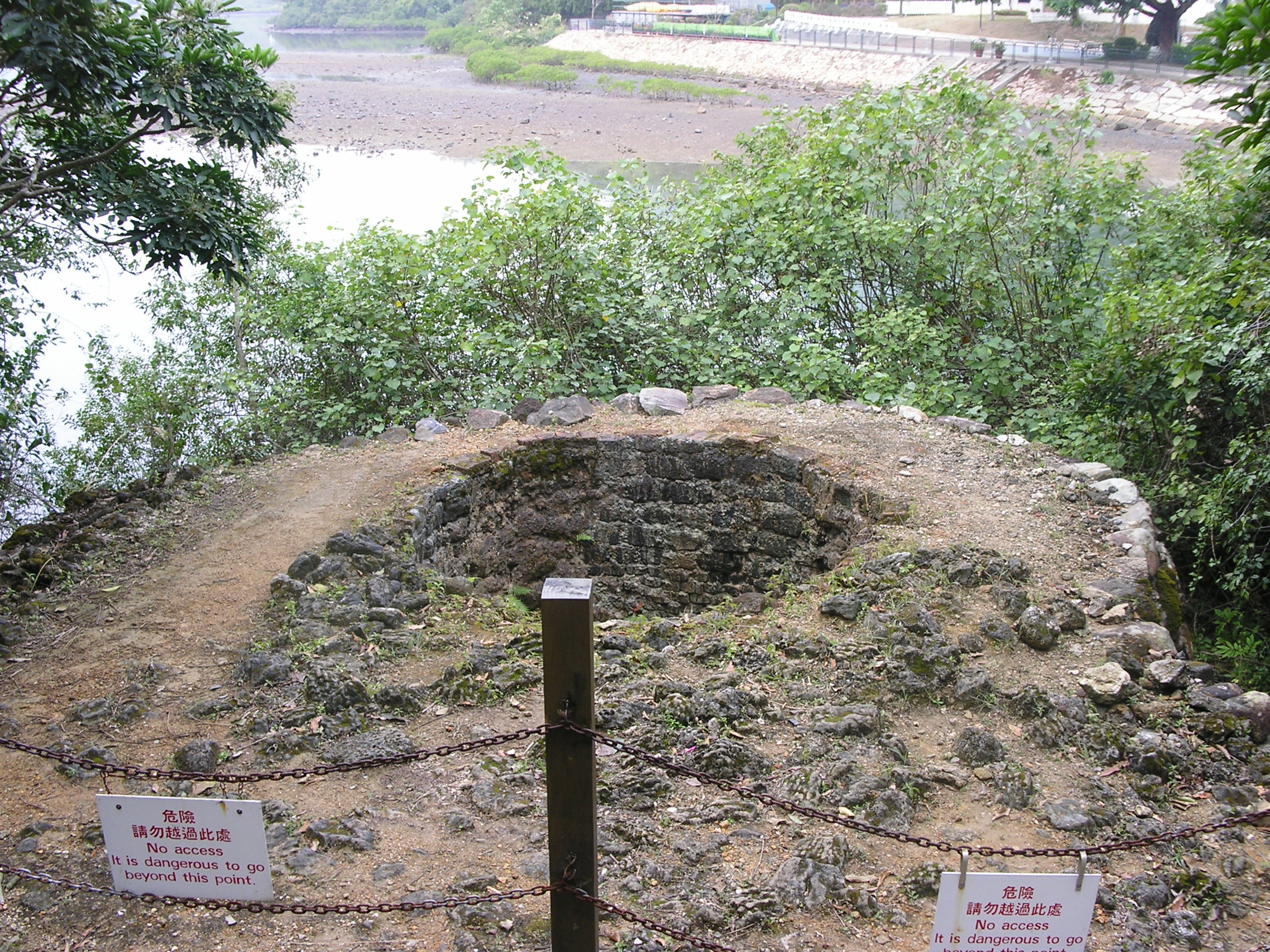
نمای کوره آهک از مسیر طبیعت پاک تام چونگ. بازوی تسام چوک وان در پس زمینه قابل مشاهده است.

موزه مردمی شونگ یو (چینی سنتی: 上窰村) در روستای شونگ یو قرار دارد، این موزه یک بنای تاریخی اعلام شده از هنگ کنگ است که در مسیر پاک تام چونگ، منطقه سای کونگ، هنگ کنگ قرار دارد، شونگ یو در زبان چینی به معنای «بالای کوره» است.

## تاریخچه
روستای شونگ یو (上窰؛ هنگ کنگ تلفظ Hakka : [sɔŋ˥˧ jau˩]) یک روستای «هاکا» است که در داخل پارک کشوری سای کونگ واقع شده است. این بنا توسط یک خانواده هاکا با نام خانوادگی وانگ در اواخر قرن نوزدهم، تقریباً ۱۵۰ سال پیش ساخته شد. این روستا به دلیل وجود کوره آهکسازی که محصول آن در ملات ساختمانی و کود و همچنین آجر آهک و کاشی برای ساخت خانه مورد استفاده قرار می‌گیرد، شناخته شده است.

## مدیریت
پاک تام چونگ (شونگ یو) یک روستای شناخته شده تحت سیاست خانه‌های کوچک سرزمین‌های جدید است.

## موزه
ردیف هشت خانه ای که بر روی یک سکوی مرتفع با برج دیده‌بانی در ورودی آن ساخته شده است حفظ شده و به روی عموم باز می‌شود. این موزه در ۹ گالری خود، ادوات کشاورزی مختلف، مبلمان دوره روستا و دیگر اشیاء روزمره مورد استفاده مردم هاکا را به نمایش می‌گذارد تا فضا و محیط روستای کوچک هاکا بازسازی شود.
کوره آهک‌سازی، جایی که مرجان‌ها و صدف‌ها برای تشکیل آهک پخته می‌شدند، برای بازدید عموم بازسازی شده بود.
این موزه از چهارشنبه تا یکشنبه هر هفته از ساعت ۹ صبح تا ۴ بعد از ظهر باز است. ورود به موزه رایگان است. ساختمان بازسازی شده شامل تعدادی ظروف معمولی هاکا و ابزار کشاورزی و همچنین نمایش‌هایی در مورد تاریخ ساکنان است.